# Kamenný potok (přítok Svatavy)
Kamenný potok je potok pravostranný přítok Svatavy v Krušných horách v okrese Sokolov v Karlovarském kraji. Délka toku měří 5,4 km. Plocha jeho povodí měří 10 km².

## Průběh toku
Potok pramení v nadmořské výšce 700 metrů, západně od vrcholu Počáteckého vrchu (816 m) v přírodním parku Leopoldovy Hamry. Nejprve teče severovýchodním směrem, u Krásné, místní části města Kraslic, se směr toku mění na jihovýchodní. Přibírá zprava Zátišský potok a pod severním svahem Sněženského vrchu (742 m) přitéká u lyžařského areálu Saporo k západnímu okraji Kraslic. Pokračuje do centra města, kde se zprava vlévá do Svatavy.